# العلاقات الإثيوبية الفيجية
العلاقات الإثيوبية الفيجية هي العلاقات الثنائية التي تجمع بين إثيوبيا وفيجي.

## مقارنة بين البلدين
هذه مقارنة عامة ومرجعية للدولتين:
| وجه المقارنة                                              | إثيوبيا                        | فيجي                                                                 |
| --------------------------------------------------------- | ------------------------------ | -------------------------------------------------------------------- |
| المساحة (كم2)                                             | 1.10 مليون                     | 18.27 ألف                                                            |
| عدد السكان (نسمة)                                         | 104.96 مليون                   | 915.30 ألف                                                           |
| الكثافة السكانية (ن./كم²)                                 | 95.42                          | 50.1                                                                 |
| العاصمة                                                   | أديس أبابا                     | سوفا                                                                 |
| اللغة الرسمية                                             | اللغة الأمهرية                 | لغة إنجليزية، اللغة الفيجية، اللغة الفيجي الهندية، اللغة الهندستانية |
| العملة                                                    | بير إثيوبي                     | دولار فيجي                                                           |
| الناتج المحلي الإجمالي (بليون دولار)                      | 80.56 مليار                    | 5.06 مليار                                                           |
| الناتج المحلي الإجمالي (تعادل القوة الشرائية) بليون دولار | 161.90 مليار                   | 8.32 مليار                                                           |
| الناتج المحلي الإجمالي الاسمي للفرد دولار أمريكي          | 619                            | 4.96 ألف                                                             |
| الناتج المحلي الإجمالي للفرد دولار أمريكي                 | 1.50 ألف                       | 8.79 ألف                                                             |
| مؤشر التنمية البشرية                                      | 0.442                          | 0.727                                                                |
| رمز المكالمات الدولي                                      | +251                           | +679                                                                 |
| رمز الإنترنت                                              | .et                            | .fj                                                                  |
| المنطقة الزمنية                                           | ت ع م+03:00، توقيت شرق أفريقيا | ت ع م+12:00                                                          |

## منظمات دولية مشتركة
يشترك البلدان في عضوية مجموعة من المنظمات الدولية، منها:
| علم المنظمة | اسم المنظمة                                 | تاريخ انضمام إثيوبيا | تاريخ انضمام فيجي |
| ----------- | ------------------------------------------- | -------------------- | ----------------- |
|             | الاتحاد البريدي العالمي                     | ?                    | ?                 |
|             | مؤسسة التنمية الدولية                       | 11 أبريل 1961        | 29 سبتمبر 1972    |
|             | منظمة حظر الأسلحة الكيميائية                | ?                    | ?                 |
|             | الأمم المتحدة                               | 13 نوفمبر 1945       | 13 أكتوبر 1970    |
|             | وكالة ضمان الاستثمار متعدد الأطراف          | 13 أغسطس 1991        | 24 سبتمبر 1990    |
|             | منظمة الشرطة الجنائية الدولية               | ?                    | ?                 |
|             | مؤسسة التمويل الدولية                       | 20 يوليو 1956        | 12 يوليو 1979     |
|             | مجموعة دول أفريقيا والكاريبي والمحيط الهادئ | ?                    | ?                 |
|             | البنك الدولي للإنشاء والتعمير               | 27 ديسمبر 1945       | 28 مايو 1971      |
|             | الاتحاد الدولي للاتصالات                    | 20 فبراير 1932       | 5 مايو 1971       |
|             | يونسكو                                      | 1 يوليو 1955         | 14 يوليو 1983     |

## وصلات خارجية
- موقع وزارة الخارجية الإثيوبية
- موقع وزارة الخارجية الفيجية